# Anselm Knuuttila
Pour les articles homonymes, voir Knuuttila.
Anselm Knuuttila (né le 1er février 1903 et décédé le 29 juin 1968) est un ancien fondeur finlandais.

## Championnats du monde
- Championnats du monde de ski nordique 1929 à Zakopane 
  -  Médaille d'or sur 50 km.
  -  Médaille d'argent sur 17 km.